# Штурмовий полк «Сафарі»
Штурмовий полк «Сафарі» — воєнізований підрозділ Управління поліції особливого призначення № 1 Департаменту поліції особливого призначення «ОШБ НПУ «Лють».

## Історія
Починаючи з лютого 2022 року, після початку повномасштабного вторгнення РФ, для захисту Києва та Київської області почалося формування зведеного полку спеціального призначення Нацполіції «Сафарі», до складу якого увійшли представники підрозділів поліції особливого призначення, бійці КОРДу і Тор, а також спеціалісти вибухотехнічної служби.
2 квітня 2022 року, після втечі збройних формувань РФ з Київської області, бійці полку «Сафарі» почали зачистку м. Бучі від диверсантів та посібників Росії.
2 лютого 2023 року заведений полк спеціального призначення Нацполіції «Сафарі» реорганізовано в полк управління поліції особливого призначення № 1 (штурмовий полк «Сафарі») Департаменту поліції особливого призначення «Об’єднана штурмова бригада Національної поліції України «Лють».
Від початку липня 2023 штурмовики «Сафарі» беруть участь в бойових діях на Сході України. За цей час бійці підрозділу разом із суміжними бригадами вели штурмові дії в Курдюмівці, Андріївці та Кліщіївці.

## Місце дислокації
Штурмовий полк «Сафарі» від дня свого створення базується на Київщині.
База обладнана усім для забезпечення навчального процесу та проживання бійців: є спортивна зала, тир і багато іншого.
В березні 2023 року силами бійців полку збудований сучасний навчальний полігон в Житомирській області.

## Спеціалізація
- У взаємодії з підрозділами Збройних Сил України, Головного управління розвідки Міністерства оборони України, Національної гвардії України, Державної прикордонної служби України, іншими складовими сил безпеки і оборони участь з відсічі та стримуванні збройної агресії проти України,
- Проведення ударно-штурмових та ударно-пошукових заходів,
- Ліквідація збройного конфлікту або надзвичайної ситуації,
- Організації та здійснення заходів щодо рятування людей і забезпечення їх безпеки,
- Виконання завдань територіальної оборони,
- Виявлення, знешкодження та знищення вибухонебезпечних предметів (розмінування територій в разі необхідності),
- дійснення контрдиверсійних заходів (виявлення та знешкодження диверсійно-розвідувальних сил і незаконних збройних формувань противника),
- Проведення аеророзвідки та вогневого ураження противника на території окупованих населених пунктів,
- Застосування маневру сил і засобів Бригади для завдання одночасних і послідовних вогневих ударів із різних видів озброєння та невідступним переслідуванням противника (окупанта),

виявлення позицій ворога,
- Знищення військової техніки та живої сили противника,
- Проведення стабілізаційних та пошуково-фільтраційних заходів на звільнених територіях,
- Застосування групової тактики або тактики штурмових груп для здійснення тактичного прориву оборони противника.

## Втрати
1. 6 вересня 2023 - Геннадій Лахмай, 14.10.1989, м. Хмельницький. Старший сержант поліції. Загинув поблизу населеного пункту Курдюмівка Бахмуцького району Донецької області. Вважався зниклим безвісти. У січні 2025 року. після ДНК-тесту, стало відомо, що тіло  ідентифіковано в морзі міста Дніпра[5].
2. 13 січня 2025 - Андрій Павлик, 28 років, інспектор взводу управління. Загинув в результаті підриву боєприпасу в панцернику "Онціла" поблизу м. Торецьк Донецької області.[6]
3. 13 січня 2025 - Назарій Борис, 33 роки, інспектор взводу управління, старший лейтенант поліції. Загинув в результаті підриву боєприпасу в панцернику "Онціла" поблизу м. Торецьк Донецької області.[6]
4. 13 січня 2025 -  Микола Сидоренко, 29 років, капітан поліції, інспектор взводу управління. Загинув в результаті підриву боєприпасу в панцернику "Онціла" поблизу м. Торецьк Донецької області.
5. 13 березня 2025 - Пшеничний Антон Олександрович, 18 березня 1994, м. Бердянськ. Загинув на Торецькому напрямку.[7]